# Great Limpopo Transfrontier Park

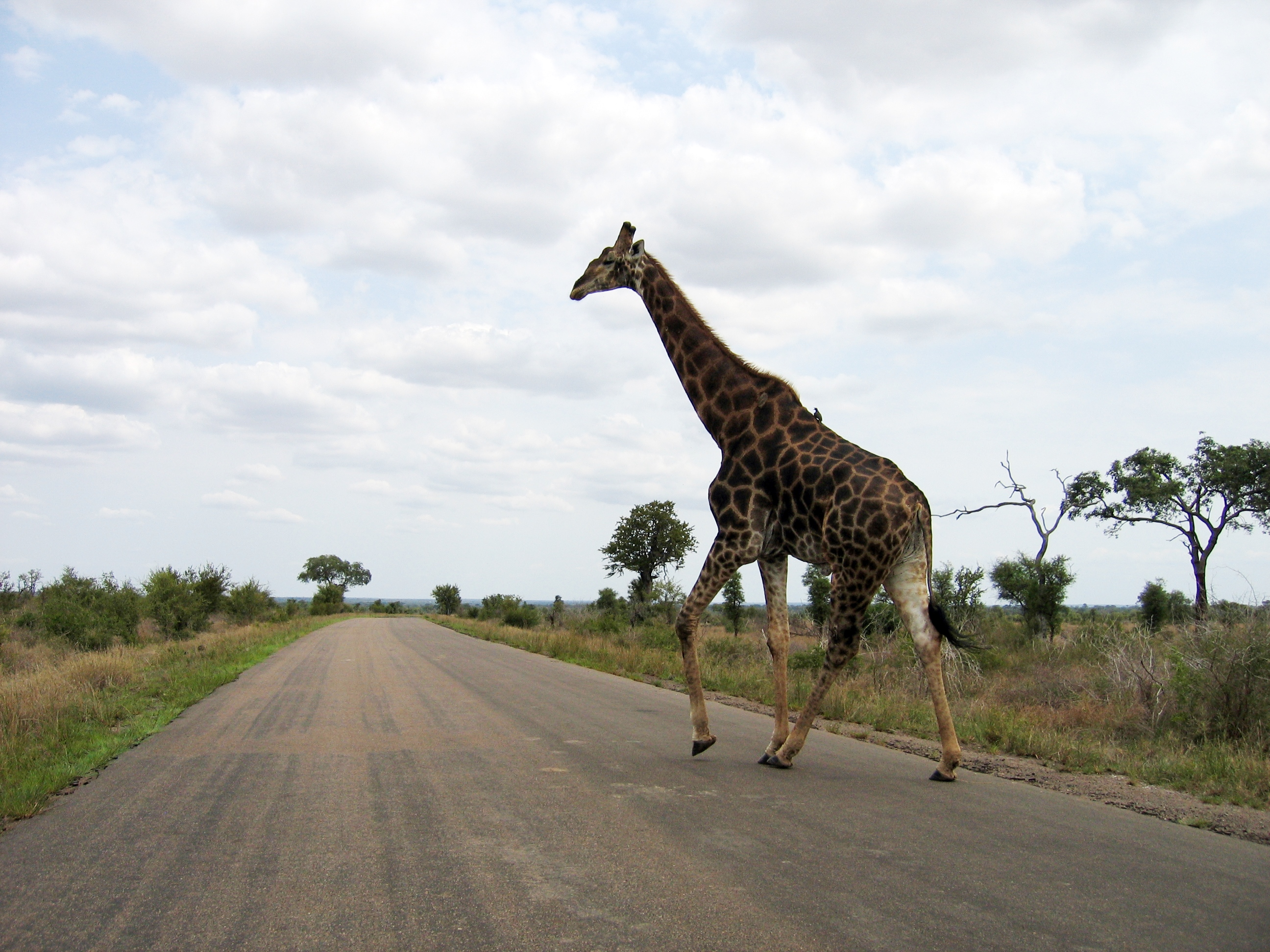
Giraff på väg i Kruger National Park

Karta över Great Limpopo Transfrontier Park

Great Limpopo Transfrontier Park (portugisiska: Parque Transfronteiriço do Grande Limpopo) är en fredspark på 35 000 km² som är under utbyggnad i södra Afrika. Parken kommer att öppna gränserna mellan länder som har varit i krig och knyta samman Limpopo nationalpark i Moçambique, Kruger nationalpark i Sydafrika, Gonarezhou nationalpark, Manjinji Pan Sanctuary och Malipati Safari Area i Zimbabwe. Dessutom kommer parken att knyta samman Sengwe i Zimbabwe och Makulekeregionen i Sydafrika.
Great Limpopo Transfrontier Park innehåller de flesta typer av savann med ett rikt växt- och djurliv. Stängsel tas ner så att djuren kan vandra över landgränserna.